# ジョゼと虎と魚たち (サウンドトラック)
『ジョゼと虎と魚たち』は、くるり制作の2003年の実写映画『ジョゼと虎と魚たち』のサウンドトラック。2003年11月5日にSPEEDSTAR RECORDSから発売。

## 概要
2003年の実写映画『ジョゼと虎と魚たち』の音楽を全てくるりが監修。同日に発売されたシングル曲「ハイウェイ」のリミックス・バージョン、未発表曲の「飴色の部屋」等を収録。ジャケットのデザイナーは古賀鈴鳴。「飴色の部屋」「ハイウェイ(シングルバージョン)」はくるりのベスト・アルバムである『ベスト オブ くるり -TOWER OF MUSIC LOVER-』にも収録されている。なお、歌詞のある曲は「飴色の部屋」と「ハイウェイ」のみ。

## 収録曲
1. ジョゼのテーマ （作曲：岸田繁/佐藤征史）
ダブ調のメロディーが特徴。曲中のスティールパンはBuffalo Daughterの大野由美子による。冒頭に妻夫木聡の声が入っている。
2. 乳母車 （作曲：岸田繁/佐藤征史）
3. 別れ （作曲：岸田繁）
4. サガン （作曲：岸田繁）
劇中でジョゼ（池脇千鶴）がフランソワーズ・サガンの『一年ののち』の一節を朗読している場面をそのまま音源にしたもの。
5. 飴色の部屋 （作詞・作曲：岸田繁）
元々はメジャーデビューの頃に作られたアウトテイクだったが、収録されるにあたり再録を行った。ただ、劇中では使用されていない。
6. ドライブ （作曲：岸田繁/佐藤征史）
7. ジョゼのテーマ II （作曲：岸田繁）
8. 恒夫とジョゼ （作曲：岸田繁）
9. ハイウェイ <Alternative> （作詞・作曲：岸田繁）

## 演奏
- 岸田繁：Vocals, Guitars, Piano, Keyboards,  Percussions & Strings Arrangement
- 佐藤征史：Bass, Vocals & Pro Tools
- 大村達身：Guitars
- アヒト・イナザワ：Drums (#1)
- 大野由美子 (Buffalo Daughter)：Steel Pan (#1.4)
- 村尾修一：Drums & Percussions (#2.6)
- 桐山なぎさ、藤家泉子：Violin (#3)
- 村山達哉：Viola & Strings Arrangement (#3)
- 堀沢真己：Cello (#3)
- あらきゆうこ：Drums & Background Vocals (#5.9)
- 妻夫木聡：Narration (#1)
- 池脇千鶴：Narration (#4)